# Championnat du Monténégro masculin de volley-ball
Le Championnat du Monténégro masculin de volley-ball est une compétition de volley-ball organisée par la Fédération monténégrine de volley-ball (Odbojkaški Savez Crne Gore, OSCG). Il a été créé en 2006.
Le 22 avril 2020, la Fédération monténégrine de volley-ball annonce que toutes les compétitions nationales, après avoir été suspendues mi-mars, sont définitivement annulées, en raison de la pandémie de maladie à coronavirus. En conséquence, le titre national n'est pas attribué et aucune promotion, ni relégation n'est prononcée.

## Palmarès
| Année | Champion                                                               | Finaliste                                                              | Troisième                                                              |
| ----- | ---------------------------------------------------------------------- | ---------------------------------------------------------------------- | ---------------------------------------------------------------------- |
| 2007  | Buducnost Podgorica                                                    | Budvanska Rivijera Budva                                               | Jedinstvo Bijelo Polje                                                 |
| 2008  | Buducnost Podgorica (2)                                                | Budvanska Rivijera Budva                                               | Jedinstvo Bijelo Polje                                                 |
| 2009  | Budvanska Rivijera Budva                                               | Buducnost Podgorica                                                    | Sutjeska Nikšić                                                        |
| 2010  | Budvanska Rivijera Budva                                               | Buducnost Podgorica                                                    | OK Studentski Centar Podgorica                                         |
| 2011  | Budvanska Rivijera Budva                                               | Buducnost Podgorica                                                    | OK Studentski Centar Podgorica                                         |
| 2012  | Budvanska Rivijera Budva                                               | Buducnost Podgorica                                                    | OK Studentski Centar Podgorica                                         |
| 2013  | Budvanska Rivijera Budva                                               | Buducnost Podgorica                                                    | Jedinstvo Bijelo Polje                                                 |
| 2014  | Budvanska Rivijera Budva                                               | Buducnost Podgorica                                                    | OK Volley Star Nikšić                                                  |
| 2015  | Budvanska Rivijera Budva                                               | Buducnost Podgorica                                                    | OK Volley Star Nikšić                                                  |
| 2016  | Budvanska Rivijera Budva (8)                                           | Jedinstvo Bijelo Polje                                                 | Buducnost Podgorica                                                    |
| 2017  | Jedinstvo Bijelo Polje                                                 | Budvanska Rivijera Budva                                               | Buducnost Podgorica                                                    |
| 2018  | Jedinstvo Bijelo Polje (2)                                             | Buducnost Podgorica                                                    | Bar Volley                                                             |
| 2019  | Budva (1)                                                              | Buducnost Podgorica                                                    | Jedinstvo Bijelo Polje                                                 |
| 2020  | Édition définitivement arrêtée en raison de la pandémie de coronavirus | Édition définitivement arrêtée en raison de la pandémie de coronavirus | Édition définitivement arrêtée en raison de la pandémie de coronavirus |
| 2021  |                                                                        |                                                                        |                                                                        |